# Abrocoma shistacea
Abrocoma shistacea é uma espécie de roedor da família Abrocomidae.
Endêmica da Argentina, é conhecida apenas da Serra de Tontal, ao sul da província de San Luis.